# Джудж
Джудж е защитен национален парк, намиращ се в Сенегал. Намира се близо до река Сенегал, която се намира до границата с Мавритания.
Създаден е през 1971 г. Има площ от 160 км2. Той представлява редица влажни местообитания, които се оказват много популярни сред мигриращите птици, много от които току-що са прекосили Сахара. От почти 400 вида птици най-видими пеликани и фламинго.
Паркът е в списъка на ЮНЕСКО. Джудж е един от двата национални парка в Сенегал включени в списъка на ЮНЕСКО заедно с Ниоколо Коба. По-малко забележими са водните птици, мигриращи тук от Европа, за тях паркът е най-важното все още открито място за зимуване. Джудж е най-големият и единствения национален парк в област Сент Луис.